# Spaelotis contorta
Spaelotis contorta là một loài bướm đêm trong họ Noctuidae.